# Зенкіно (Смоленщина)
Зенкіно (укр. Зенкине, біл. Зенкіна) — селище (весь, деревня) у Вяземському районі в Смоленській області. Населення — 6 жителів (2007 рік). Розташована в східній частині області за 20 км на північ від районного центру, за 2 км на схід від автодороги Р134 «Стара Смоленська дорога». З.п. 232-й км на залізничній лінії Ржев — Вязьма. Входить до складу Каснянського сільського поселення.

## Історія
Під час Другої світової війни з жовтня 1941 року селище перебувало під німецькою окупацією, звільнене у березні 1943 року.

## Персони
20 листопада 1923 року в селі народився Герой Радянського Союзу, сержант, помічник командира взводу 1061-го стрілецького полку 272-ї стрілецької дивізії 7-ї армії Карельського фронту, М. І. Леонов.